# Rhynchozoon fulgidum
Rhynchozoon fulgidum is een mosdiertjessoort uit de familie van de Phidoloporidae. De wetenschappelijke naam van de soort is voor het eerst geldig gepubliceerd in 1935 door O'Donoghue & de Watteville.